# Первое Мая (Могилёвская область)
Первое Мая (бел. Первае Мая) — деревня в составе Новобыховского сельсовета Быховского района Могилёвской области Белоруссии. До 2013 года в составе Нижнетощицкого сельсовета.

## Население
- 1982 – 61 житель
- 2010 год — 12 жителей